# 下仓镇 (宿松县)
下仓镇，是中华人民共和国安徽省安庆市宿松县下辖的一个乡镇级行政单位。

## 行政区划
下仓镇下辖以下地区：
下仓埠社区、洋普村、东兴村、东洪村、马山村、望墩村、长安村、金塘村、长桥村、长湖村、九成村和先进村。